# Colchicum sieheanum
Colchicum sieheanum là một loài thực vật có hoa trong họ Colchicaceae. Loài này được Hausskn. ex Stef. miêu tả khoa học đầu tiên năm 1926.